# Corazón de contrabando
Corazón de contrabando es el título del quinto álbum de estudio de la cantante Kiara. Producido por Carlos Narea bajo el sello discográfico Polygram, publicado en 1997. Los temas más importantes de este quinto disco de estudio fueron: "Cada dos días" y "Corazón de contrabando".

## Canciones
| N.º | Nombre | Duración |
| --- | --- | -------- |
| 1   | "Te estoy perdiendo" Escritor(es): Tito Dávila Productor(es):Carlos Narea                                                        | 3:22     |
| 2   | "Corazón de contrabando" Escritor(es): Pancho Varona, Antonio de Diego, Joaquín Sabina Productor(es): Carlos Narea               | 3:41     |
| 3   | "El beso del adiós" Escritor(es): Juan Martínez, Nacho Béjar Productor(es): Carlos Narea                                         | 4:32     |
| 4   | "Yo te Amé" Escritor(es): Raúl Torres Productor(es): Carlos Narea                                                                | 4:11     |
| 5   | "Cada dos días Escritor(es): Pedro Guerra Productor(es): Carlos Narea                                                            | 2:55     |
| 6   | "Mensajes en las botas Escritor(es): Cristina González Productor(es): Carlos Narea                                               | 4:36     |
| 7   | "Raro" Escritor(es): Nacho Béjar Productor(es): Carlos Narea                                                                     | 4:55     |
| 8   | "A los pies del invierno" Escritor(es): Antonio García de Diego, Raquel y Nuria Díaz Productor(es): Carlos Narea                 | 3:11     |
| 9   | "Regrésamelo todo" Escritor(es): Raúl Torres Productor(es): Carlos Narea                                                         | 4:56     |
| 10  | "Los Ojos de mi Padre" Escritor(es): Marie Clarie D' Ubaldo, Rick Nowells Productor(es): Carlos Narea                            | 4:11     |
| 11  | "A los pies del invierno (Versión piano)" Escritor(es): Antonio García de Diego, Raquel y Nuria Díaz Productor(es): Carlos Narea | 3:15     |

- Datos: Q5788253